# Industrial and Commercial Bank of China
Промисловий і торговий банк Китаю (кит.: 中国工商银行股份有限公司; англ. Industrial and Commercial Bank of China (ICBC)) — найбільший банк КНР, перебуває у державній власності. Один з чотирьох найбільших комерційних банків Китаю (Серед інших це Bank of China, Agricultural Bank of China та China Construction Bank). За даними британського журналу The Banker, за загальними активами та ринковою капіталізацією, ICBC, станом на 2013 рік, є найбільшим банком у світі з обсягом капіталізації в 160,6 мільярда доларів. Загальні активи ICBC станом на 2011 рік становили 15,476 трлн CNY (близько 2,186 трлн доларів), чистий прибуток за 2011 рік склав 208,44 млрд CNY (29,45 млрд доларів). Він був заснований як компанія з обмеженою відповідальністю 1 січня 1984 року. Головний офіс у Пекіні.

## Історія

### Передумови 1948—1979
1948 р. — Монобанківською системою Китаю був Народний банк Китаю, який надавав як політичне кредитування, так і операції комерційному сектору. Протягом 1978—1979 рр. Банківська реформа була ініційована урядом Китаю з явним бажанням створити центральний банк, що супроводжував би чотири загальних спеціалізовані банки, що належать уряду, одним з цих чотирьох був ICBC.

### 1979—1985
Створено дворівневу банківську систему.

### 1984—2005
Через суперечки щодо бачень економічного функціонування уряду Китаю, Народна Республіка, Державна рада Китаю протягом вересня 1983 р. Прийняли рішення про відокремлення певної діяльності уряду від виключно діючої організації, згодом названою Industrial and Commercial Bank of China, створеною 1 січня 1984 року. Тоді ICBC став четвертим із чотирьох спеціалізованих банків 1978—1979 рр., які були створені, від передачі контролю над комерційною діяльністю («промисловий кредитно-ощадний бізнес») від Народного банку Китаю, щоб останній міг бути перетворений на новий центральний банк.
ICBC відкрила філію в Люксембурзі, яка стала європейською штаб-квартирою банку у 2011 році. ICBC (Europe) S.A. управляє мережею, що охоплює філії у великих європейських містах, а саме Парижі, Амстердамі, Брюсселі, Мілані, Мадриді, Барселоні, Варшаві та Лісабоні.
Операції банку в Гонконгу перелічені під назвою ICBC Asia. Він придбав дочірню компанію Fortis Bank у Гонконгу та 10 жовтня 2005 року здійснив ребрендинг під своїм іменем.

### 2006—2008

#### Клієнтська база
Станом на 2006 рік ICBC мала 2,5 мільйона корпоративних клієнтів та 150 мільйонів індивідуальних клієнтів.

#### IPO
Під час запланованого первинного розміщення акцій, 28 квітня 2006 року, троє «стратегічних інвесторів» вклали в ICBC 3,7 млрд. Доларів США:
- Goldman Sachs придбав 5,75 % акцій за 2,6 млрд. Доларів США, що є найбільшою сумою, яку коли-небудь інвестував Goldman Sachs.[15]
- Dresdner Bank (дочірня компанія Commerzbank, що повністю йому належить) інвестував 1 млрд. Доларів США.[16]
- American Express інвестував 200 мільйонів доларів США.

ICBC була одночасно зареєстрована на Гонконзький та Шанхайській фондових біржах 27 жовтня 2006 р. Це було найбільше в той час IPO, яке оцінювалося у 21,9 млрд. Доларів США, перевершивши попередній рекордний розмір IPO у 18,4 млрд. Доларів японською компанією NTT DoCoMo у 1998 році. У 2010 році Сільськогосподарський банк Китаю побив рекорд ICBC щодо IPO, коли він залучив 22,1 мільярда доларів. Найбільший комерційний банк Китаю також був першою компанією, яка одночасно дебютувала на біржах Гонконгу та Шанхаї.
ICBC залучила щонайменше 14 млрд доларів у Гонконзі (акції H) та ще 5,1 млрд доларів у Шанхаї (акції A). Через велику кількість підписок було здійснено розміщення на зелених тонах (тобто надмірне розміщення), і обсяг інвестицій ICBC зріс до 21,9 млрд. Доларів США (17 % від ринкової вартості ICBC до IPO), розділених на 16 млрд. Доларів США в Гонконгу та 5,9 млрд. Доларів США в Шанхаї. Після глобальної пропозиції вільний обіг акцій становив 22,14 % від ринкової капіталізації.
Наприкінці свого першого дня торгів акції банку закрилися майже на 15 % на рівні 3,52 гонконзьких доларів у Гонконзі у порівнянні з ціною лістингу 3,07 гонконзьких доларів, яка була встановлена на вершині індикативного діапазону через високий попит. За даними Bloomberg, ринкова капіталізація ICBC в кінці торгів на основі акцій Гонконгу становила 156,3 млрд. Доларів США, що робить власний капітал п'ятим у світі серед банків, відразу після JPMorgan Chase. Тим часом акції ICBC, що котируються в Шанхаї, зафіксували більш скромний приріст і закінчили на 5,1 % від ціни пропозиції 3,12 юаня.
Протягом липня 2007 року ICBC займала 30-те місце у світі за рівнем доходу.

#### Іноземна діяльність
У серпні 2008 року ICBC став другим китайським банком з 1991 року, який отримав федеральний дозвіл на створення філії в Нью-Йорку. ICBC підписала договір оренди з Trump Organization на офісні приміщення в Trump Tower у 2008 році. ICBC була найбільшим орендарем офісу Trump Tower станом на 2012 рік.
ICBC дав кредит сума якого складає 400 мільйонів доларів на завершення будівництва дамби Gibe III в Ефіопії. Групи, які виступають проти дамби, такі як International Rivers та Survival International, скаржились на ICBC та писали до них повідомлення щодо фінансування дамби.

### 2011—2017
24 січня 2011 р. ICBC відкрив філію в Мадриді, Іспанія.
20 травня 2011 року ICBC заснував два відділення в Пакистані, одне в Карачі, інше в Ісламабаді. 18 серпня 2011 р. ICBC пройшов іспит від Державного банку Пакистану та розпочав свою діяльність у Пакистані.
Протягом листопада 2012 року ICBC купує 80 % акцій (на суму 600 мільйонів доларів) Standard Bank Argentina, найбільшої операції китайського банку в Латинській Америці. В Аргентині банк має ~ 1 млн унікальних клієнтів, ~ 30 000 компаній усіх категорій і понад 1600 корпоративних компаній.
Під час корейської кризи 2013 року ICBC зупинив співпрацю з північнокорейським банком, якого США звинуватили у фінансуванні ракетно-ядерних програм Пхеньяна.
Наприкінці липня 2013 року було оголошено, що Стандартний банк Південно-Африканської Республіки веде переговори щодо продажу бізнесу на ринках Лондона Промислово-комерційному банку Китаю на суму понад 500 мільйонів доларів.
24 вересня 2014 року в Кувейті, столиці Кувейту, офіційно відкрилося відділення ICBC у Кувейті. Бувши першим і на сьогодні єдиним китайським банком у Кувейті, створення кувейтського відділення ICBC закінчило історію присутності жодного китайського банку в Кувейті. Тим часом це також четверта філія ICBC на Близькому Сході, після філій в Дубаї, Абу-Дабі та Досі.
Станом на 2 грудня 2014 р. ICBC є найбільшим банком у світі за активами та капіталом першого рівня.
25 травня 2015 року компанія ще більше посилила свою присутність на Близькому Сході та в Європі, придбавши турецький TekstilBank та сформувавши свою філію ICBC у Туреччині.
18 листопада 2016 року банк отримав ліцензію на прийняття депозитів у Росії.
ICBC Financial Services, брокерський підрозділ банку, на кінець 2015 року забезпечив репо-фінансування близько 88 мільярдів доларів проти 59 мільярдів доларів два роки тому, згідно із заявами регуляторних органів. Цифри наведені перед угодами про взаємозалік, які можна використовувати для зменшення загальних активів та зобов'язань. Майже все фінансування репо, яке надає ICBC, здійснюється на державні облігації США.
ICBC запустив послугу robo-advisor для своїх операцій з управління багатством у 2017 році.
У жовтні 2017 року Банк повідомив про зростання чистого прибутку на 3,3 відсотка за третій квартал.

## Фінанси

### Бухгалтерський облік
ICBC проводить політику підготовки рахунків, що підтверджують Міжнародні стандарти фінансової звітності, приймаючи конкретно критерії МСФЗ 9 (стосується визначення та рейтингу активу, зобов'язання та ряду всіх чинних договорів купівлі-продажу нефінансових закупівель) з 1 Січень 2018. І МСФЗ 16 (що стосується оренди) з 1 січня 2019 року.

### Основні цифри

#### 2005
У 2005 році чистий прибуток зріс на 12,4 % до 33,7 млрд. Юанів, а загальний залишок позики становив 3289,5 млрд. Юанів. Загальні зобов'язання складають 6 196,2 млрд. Юанів, що на 11,2 % більше. Загальна кількість прострочених або непрацюючих позик (NPL) становить 154,4 млрд. Юанів, що є значним зменшенням, хоча ці показники, як вважають, дещо вищі за офіційно заявлені. Він має коефіцієнт NPL 4,69 % та коефіцієнт достатності капіталу 9,89 %.